# Neocteniza toba
Espèce
Neocteniza toba est une espèce d'araignées mygalomorphes de la famille des Idiopidae.

## Distribution
Cette espèce se rencontre en Argentine dans les provinces de Jujuy et de Salta, de Tucumán et du Chaco, au Paraguay et au Brésil dans l'État de São Paulo,,.

## Description
Le mâle décrit par Rossi, Ghirotto, Galleti-Lima, Indicatti et Guadanucci en 2021 mesure 5,76 mm et la femelle 14,56 mm, les mâles mesurent de 5,23 à 6,38 mm et les femelles de 14,56 à 24,21 mm.

## Étymologie
Cette espèce est nommée en l'honneur des amérindiens Tobas.

## Publication originale
- Goloboff, 1987 : « El genero Neocteniza Pocock, 1895 (Araneae, Mygalomorphae, Idiopidae) en la Argentina y Paraguay. » Journal of Arachnology, vol. 15, no 1, p. 29-50 (texte intégral).